# Guess Who's Coming to Dinner
Guess Who's Coming to Dinner is een Amerikaanse dramafilm uit 1967 onder regie van Stanley Kramer.

## Verhaal
Joey Drayton vertelt haar ouders dat ze een nieuwe vriend heeft. Dokter John Prentice voldoet op zowat alle vlakken aan het clichébeeld van de ideale schoonzoon. Alleen, hij is zwart. De ouders van Joey zijn daar niet helemaal gelukkig mee, maar ze besluiten hem toch uit te nodigen voor een etentje.

## Rolverdeling
| Acteur             | Personage          |
| ------------------ | ------------------ |
| Spencer Tracy      | Matt Drayton       |
| Sidney Poitier     | John Prentice      |
| Katharine Hepburn  | Christina Drayton  |
| Katharine Houghton | Joey Drayton       |
| Cecil Kellaway     | Monseigneur Ryan   |
| Beah Richards      | Mevrouw Prentice   |
| Roy Glenn          | Mijnheer Prentice  |
| Isabel Sanford     | Tillie             |
| Virginia Christine | Hillary St. George |
| Alexandra Hay      | Carhop             |
| Barbara Randolph   | Dorothy            |
| D'Urville Martin   | Frankie            |
| Tom Heaton         | Peter              |
| Grace Gaynor       | Judith             |
| Skip Martin        | Koerier            |

## Prijzen en nominaties
| Jaar | Prijs  | Categorie                      | Genomineerde(n)                | Uitslag     |
| ---- | ------ | ------------------------------ | ------------------------------ | ----------- |
| 1967 | Oscars | Beste vrouwelijke hoofdrol     | Katharine Hepburn              | Gewonnen    |
| 1967 | Oscars | Beste oorspronkelijke scenario | William Rose                   | Gewonnen    |
| 1967 | Oscars | Beste film                     | Stanley Kramer                 | Genomineerd |
| 1967 | Oscars | Beste regie                    | Stanley Kramer                 | Genomineerd |
| 1967 | Oscars | Beste mannelijke hoofdrol      | Spencer Tracy                  | Genomineerd |
| 1967 | Oscars | Beste mannelijke bijrol        | Cecil Kellaway                 | Genomineerd |
| 1967 | Oscars | Beste vrouwelijke bijrol       | Beah Richards                  | Genomineerd |
| 1967 | Oscars | Beste productieontwerp         | Robert Clatworthy Frank Tuttle | Genomineerd |
| 1967 | Oscars | Beste montage                  | Robert C. Jones                | Genomineerd |
| 1967 | Oscars | Beste filmmuziek               | Frank De Vol                   | Genomineerd |